# Nationalpark Sächsische Schweiz
Nationalparken Sächsische Schweiz är en nationalpark i Sachsen i Tyskland. Den grundades 12 september 1990. Den täcker en yta av 93,5 km² och omfattar delar av ett bergsområde. Nationalparken består av två olika geografiska områden – däremellan ligger den del av Sächsische Schweiz som inte är klassad som nationalpark. 23 procent av nationalparken räknas som kärnregion med ökad skyddsstatus. Före nationalparkens inrättning fanns flera naturreservat i regionen. Regionala aktivister ville redan 1953 att det skulle bildas en nationalpark i området, men den östtyska regeringen saknade denna kategori i sin naturskyddsförordning och vägrade att införa den.
Den östra delen utgörs av området Schrammsteine, Großer Winterberg, Großer Zschandes och det övre Sachsiska Schweiz. I väst avgränsar kommunen Bad Schandau och distriktet Altendorf och i norr Sebnitz -distrikten Altendorf, Ottendorf och Hinterhermsdorf detta område. Detta område gränsar till Nationalpark Böhmische Schweiz i öster och söder. Från Schmilka till Bad Schandau är Elbe den södra gränsen till detta område. Viktiga berg är Große Winterberg (556 m över havet), Neue Wildenstein med Kuhstallklipporten (337 m över havet) och Raumberg (459 m över havet). Kirnitzsch är det enda större vattendraget.
År 1953 gjordes försök att utropa Nationalpark Sächsische Schweiz. År 1954 presenterades denna idé för experter och statliga myndigheter i Bad Schandau, men det misslyckades slutligen på grund av DDR:s regering, som inte hade med kategorin nationalpark i naturskyddslagen. 1956 skapades ett enhetligt landskapsskyddsområde i Sachsiska Schweiz (368 km²). Från 1957 försökte naturforskare inrätta ett djurskyddsområde med en yta på 35 km². NSG Großer Winterberg skapades 1961 inom landskapsskyddsområdet. NSG utvidgades 1966 till att omfatta Großer Zschand (NSG Großer Winterberg och Zschand) och 1986 till att omfatta de tre delområdena Poblätzschwände, Pechofenhörner och Raumberg på 10,92 km². 1961 fick också NSG Kirnitzschklamm (0,53 km²) vara med.
Som tillägg till naturreservaten har totalreservat upprättats. Det är områden som inte fick vara med i nationalparken. Dessa områden var markerade med röda, vertikala skrafferingar på vandringskartor och markerade med skyltar i naturen. När NSG Kirnitzschklamm grundades fanns det ett totalreservat med en yta på 0,22 km². År 1979 etablerades totalreservatet Böses Horn i björnfällans väggar och 1989 reserverna Auerhahnsteig och Weberschlueche. Det fanns inga nationalparker i DDR förrän 1990.

## Galleri

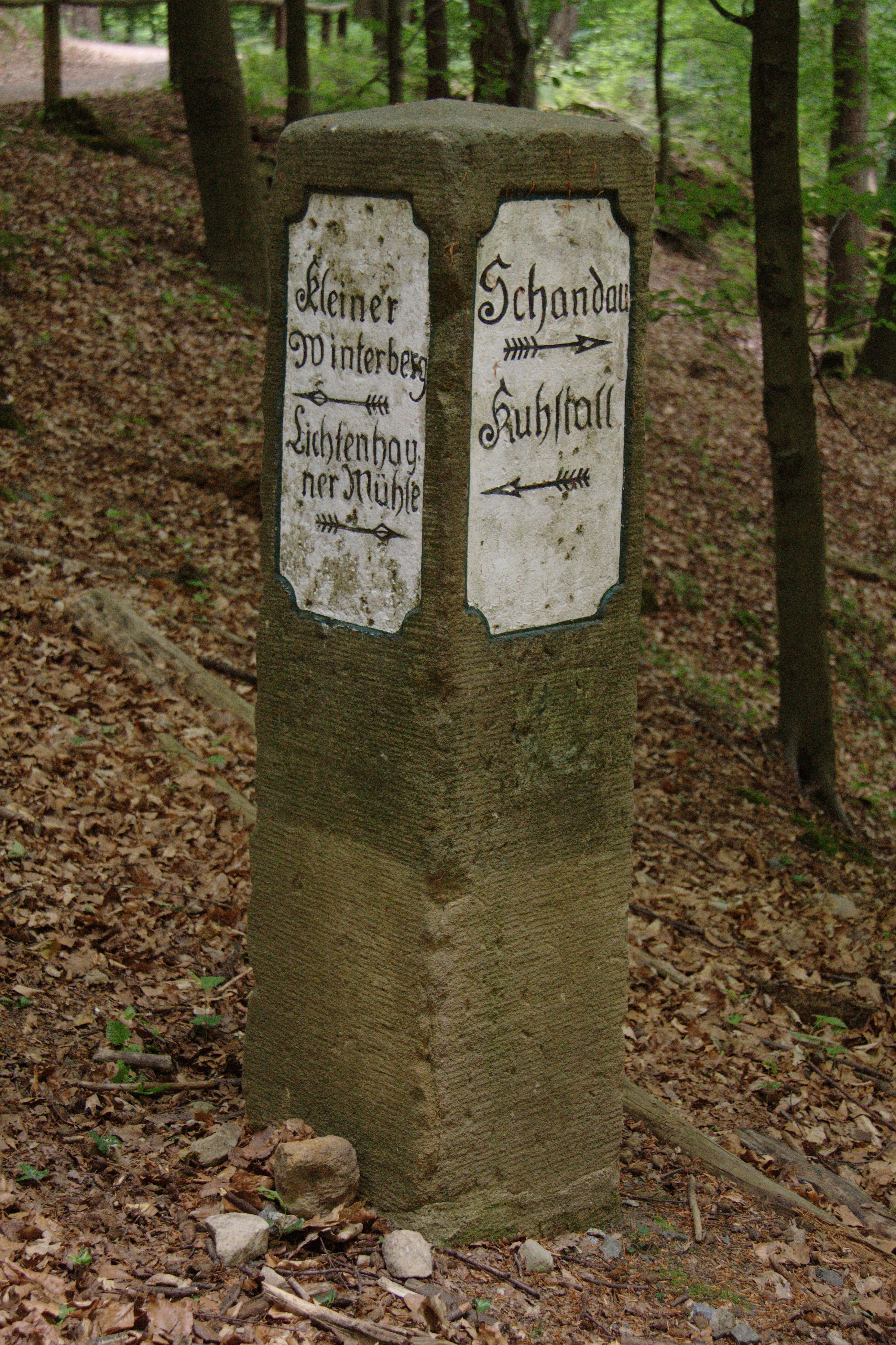
Historisk vägvisare på Fremdenweg
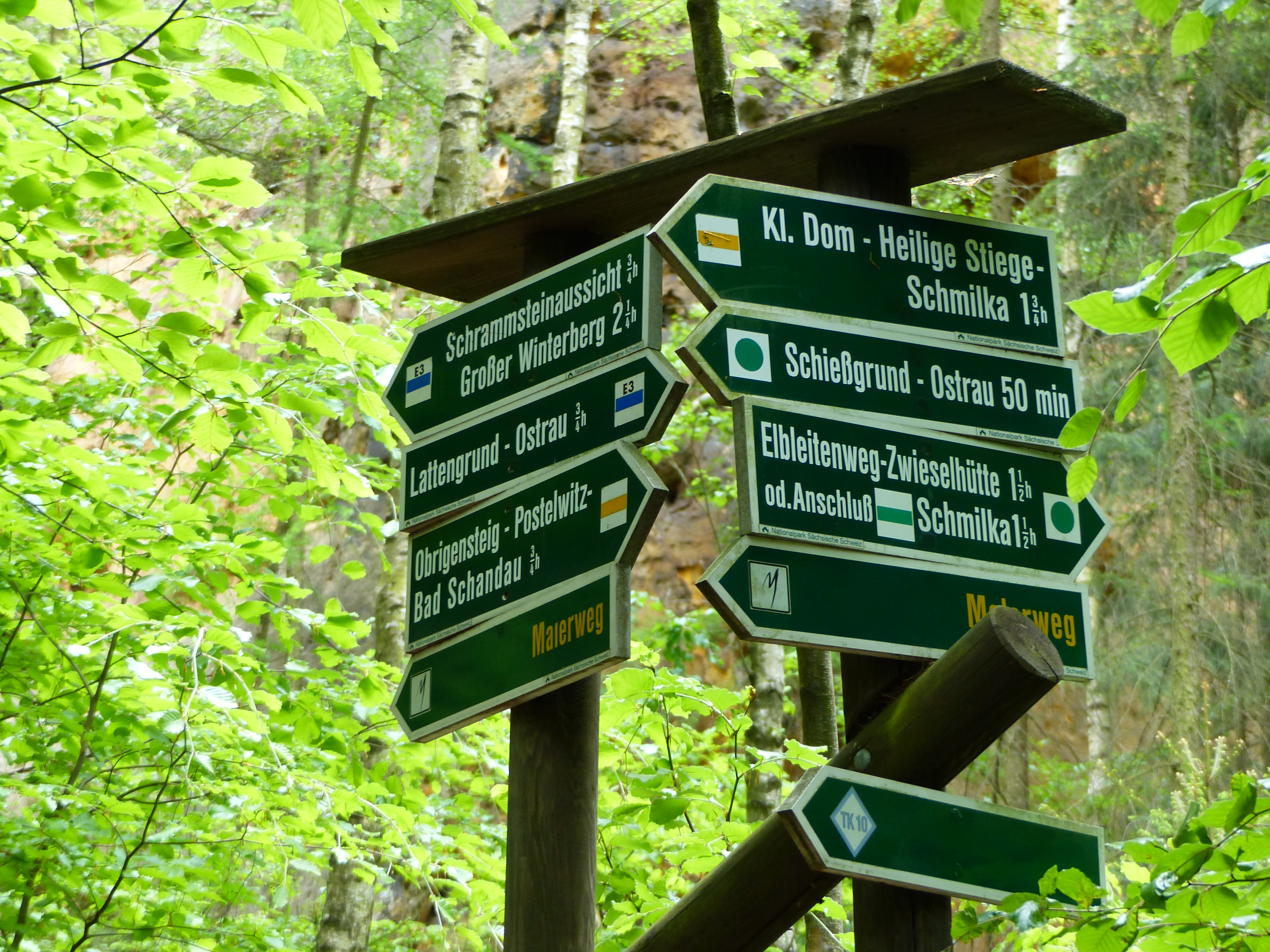
Vandringsleden har skyltar med olika huvudsakliga vandringsleder vid Großer Schrammtor, den europeiska E3, Malerweg, och ett terrängkurspår (TK 10) från Kneippkurorten Bad Schandau är också markerat här.
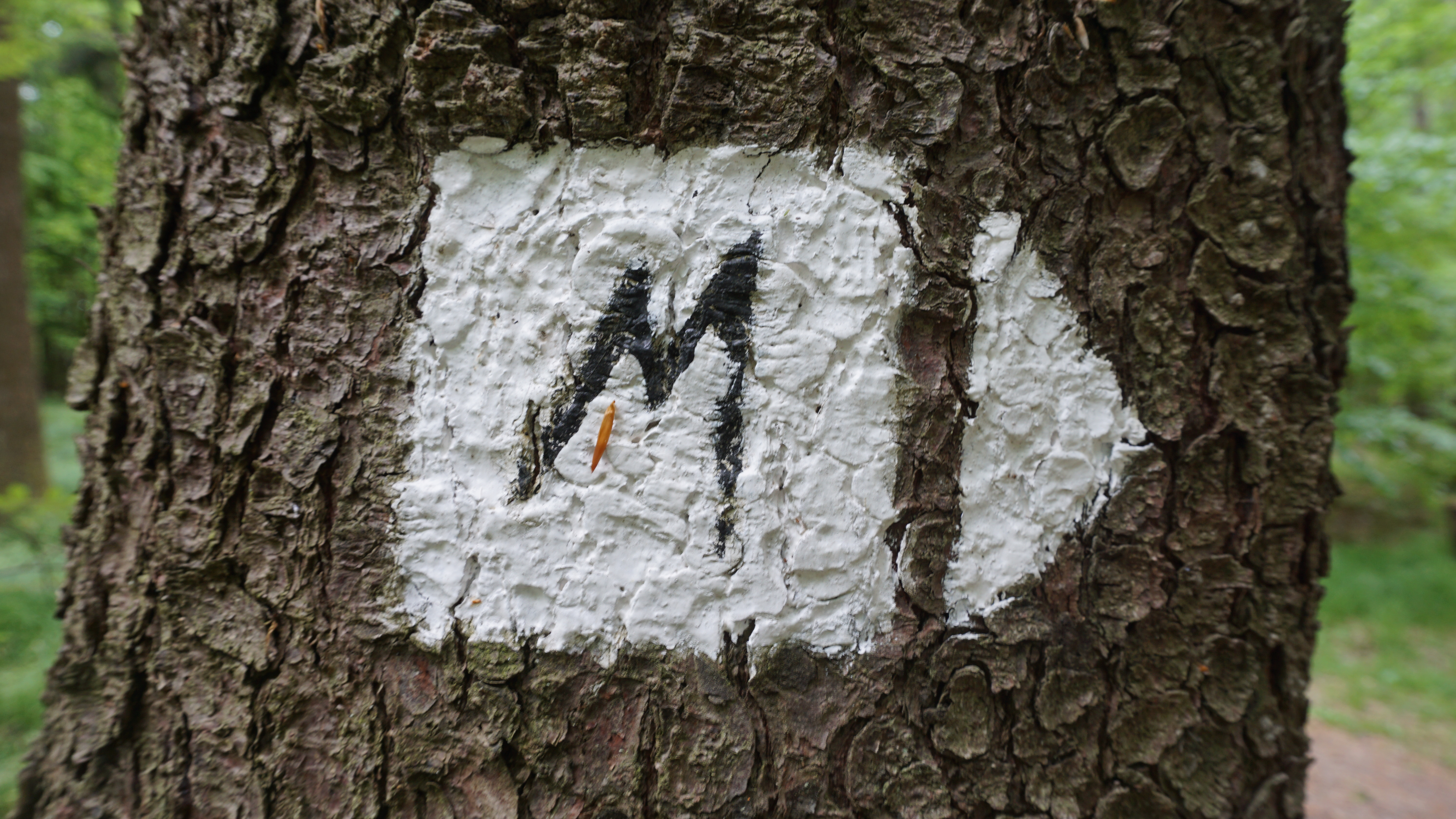
Markering för Malerweg
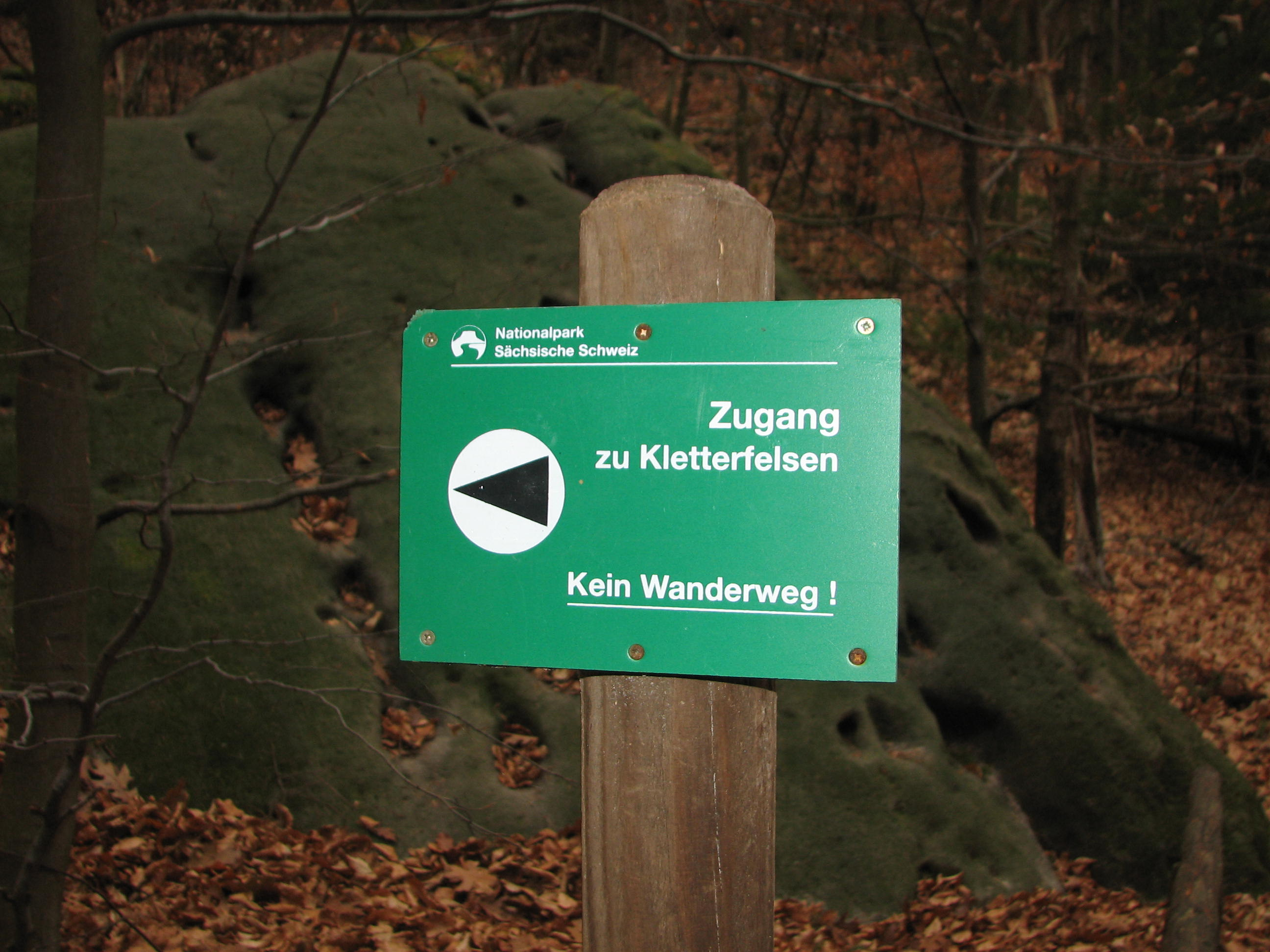
Hänvisning till bergsklättring i Schrammsteinen
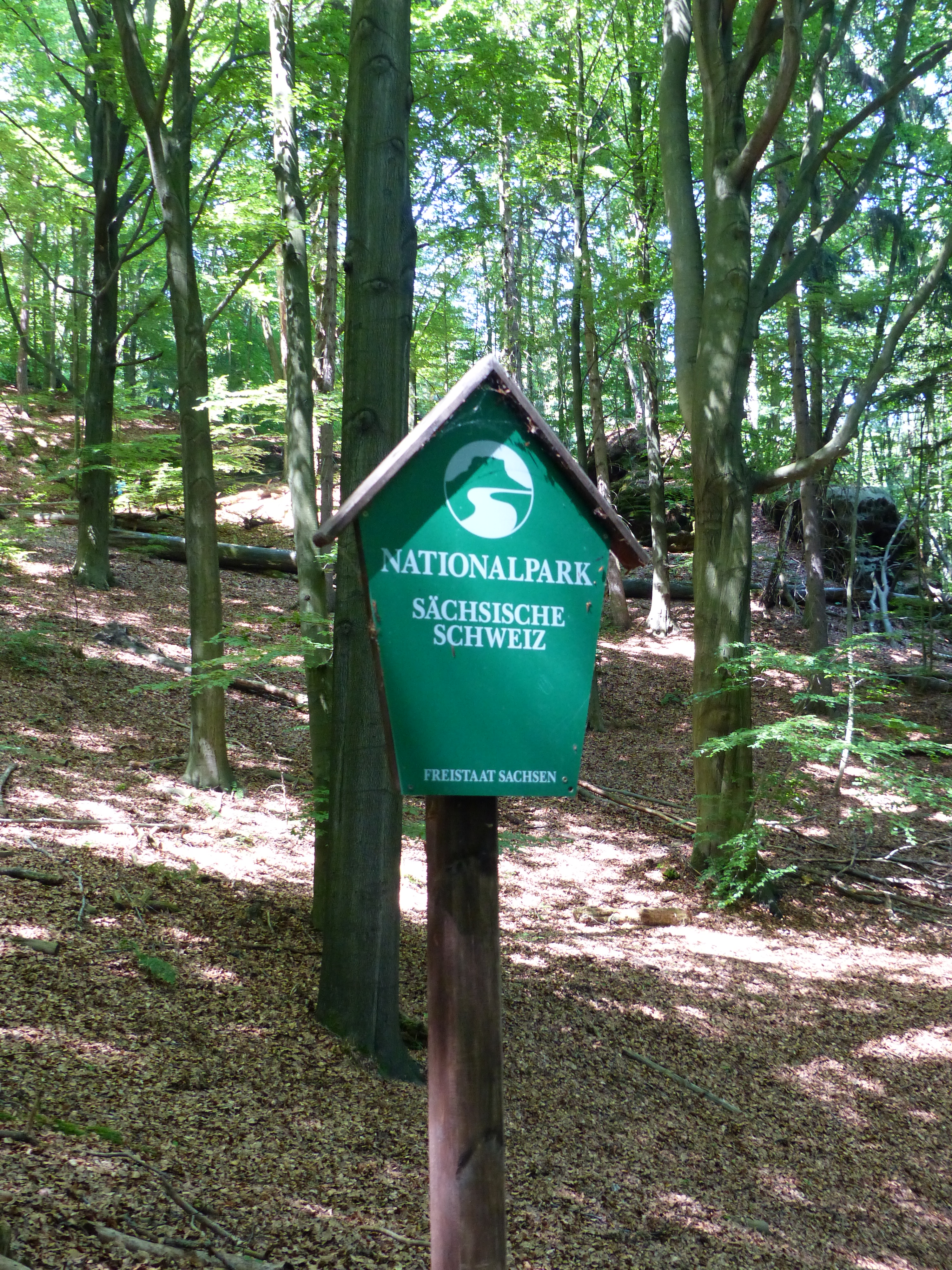
Gränsskylt för nationalparken vid Rathen
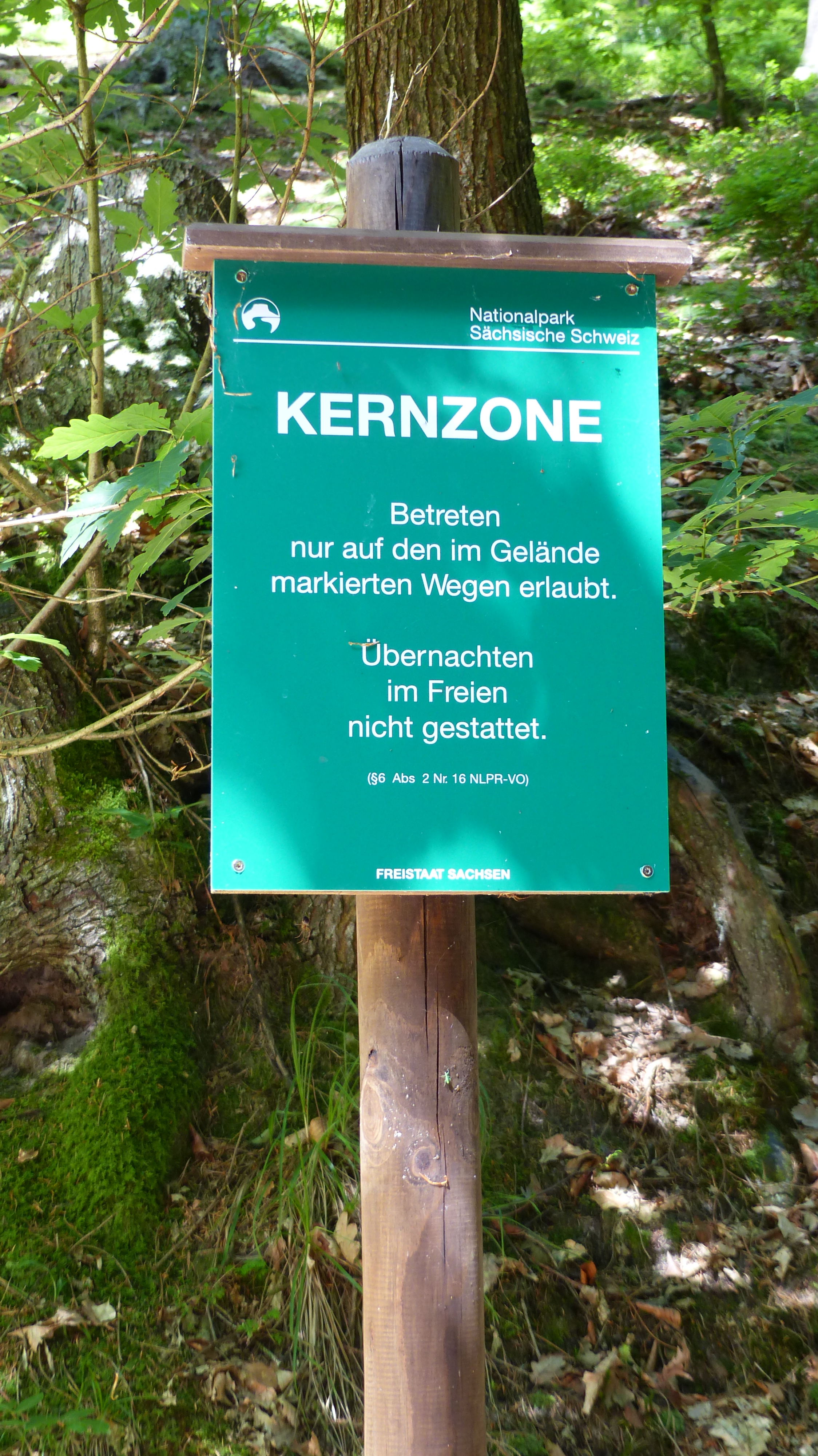
Kärnzonskylt i Amselgrund vid Rathen

## Zonindelning
Kärnzonerna (naturdynamikzoner) i nationalparken har särskilt skydd. I dem lämnas naturen åt sig själv; det finns inga skogsbruksinsatser, förutom att
- Begränsa masspridning av skogsinsekter
- Marknadsföring? av enstaka silvergranar
- Borttagande av främmande, särskilt expansiva trädslag (som Weymouthtall)
- Bevarande av särskilt bra utsiktspunkter
- Borttagning och användning av träd för underhåll av stigar i svåråtkomliga områden.[4]

I den västra delen av nationalparken inkluderar kärnzonen bastionen, Polenzdalen och brandområdet. I det östra området finns Großer Winterberg, Großer Zschand och Kirnitzschravinen.
Definitionen av naturliga dynamiska zoner är en förutsättning för att nationalparken ska erkännas av IUCN (World Conservation Union) som nationalpark (skyddat område i kategori II enligt IUCN-systemet). Enligt riktlinjerna måste minst 75% av området betecknas som en naturlig dynamisk zon (kärnzon). Det finns 4 typer av zonindelning:
- Kärnzon (23% av nationalparkens område)
- Naturzon A (37% av nationalparkens område), även kallad lugn zon eller tyst zon. Det finns inga styrande eller fördelaktigt ingripanden i naturen för att säkra naturliga processer. Naturzonen A inkluderar kärnzonen.
- Naturzon B (58% av nationalparkens område), även känd som utvecklingszon. Det finns bara styrinsatser i naturen.
- Underhållszon (5% av nationalparkens område) Det finns permanent underhåll av zonen.

Kärnzonen och naturzonen A utgör grunden som ett skyddat område i kategori II.

## Det ekologiska nätverket Natura 2000
Nationalparken är en del av det europeiska ekologiska nätverket Natura 2000. Nationalpark Sächsische Schweiz rapporterades till EU -kommissionen som ett europeiskt fågelreservat och FFH-område och lagligt säkrat med grundläggande skyddsföreskrifter.
Följande är viktiga ämnen för skydd:
Habitattyp:
- Kiselklippor med sprickväxtlighet
- Lav - tallskog
- fyle, myskmadra
- Lundar och bokskog
- Raviner och sluttningar
- Rinnande vatten med undervattensvegetation

Djur- och växtarter
- atlantlax, stensimpa
- större musöra, barbastell, dvärghästskonäsa
- pilgrimsfalk, berguv,[8] sparvuggla, pärluggla, törnskata, spillkråka, svart stork
- kronhjort, vildsvin samt introducerade som mufflonfår och gems[8]

## Bergsklättring
Den tekniska utvecklingen påbörjades under andra hälften av 1800-talet och fortsätter till denna dag när det gäller nya klättervägar. Det finns 1 147 klättringstoppar med över 15 000 klättervägar i nationalparkområdet.  Olika klättringstoppar är föremål för tillfälliga stängningar av naturvårdsskäl (häckningssäsong). Klättring är endast tillåtet enligt de sachsiska klätterreglerna.

## Cykling
50 kilometer vägnät är officiellt avsett för cykeltrafik. De ansluter till den nationella Elbe-cykelvägen och det böhmiska cykelvägsnätverket. De flesta vägarna är inte asfalterade och används av vandrare, som har prioritet i hela nationalparken. Olika cykelbussar tar cyklister direkt till utgångspunkterna. Nationalparkens administration avråder starkt från att cykla i skymningen, eftersom de vilda djuren som finns här är särskilt känsliga för störningar.

## Problem

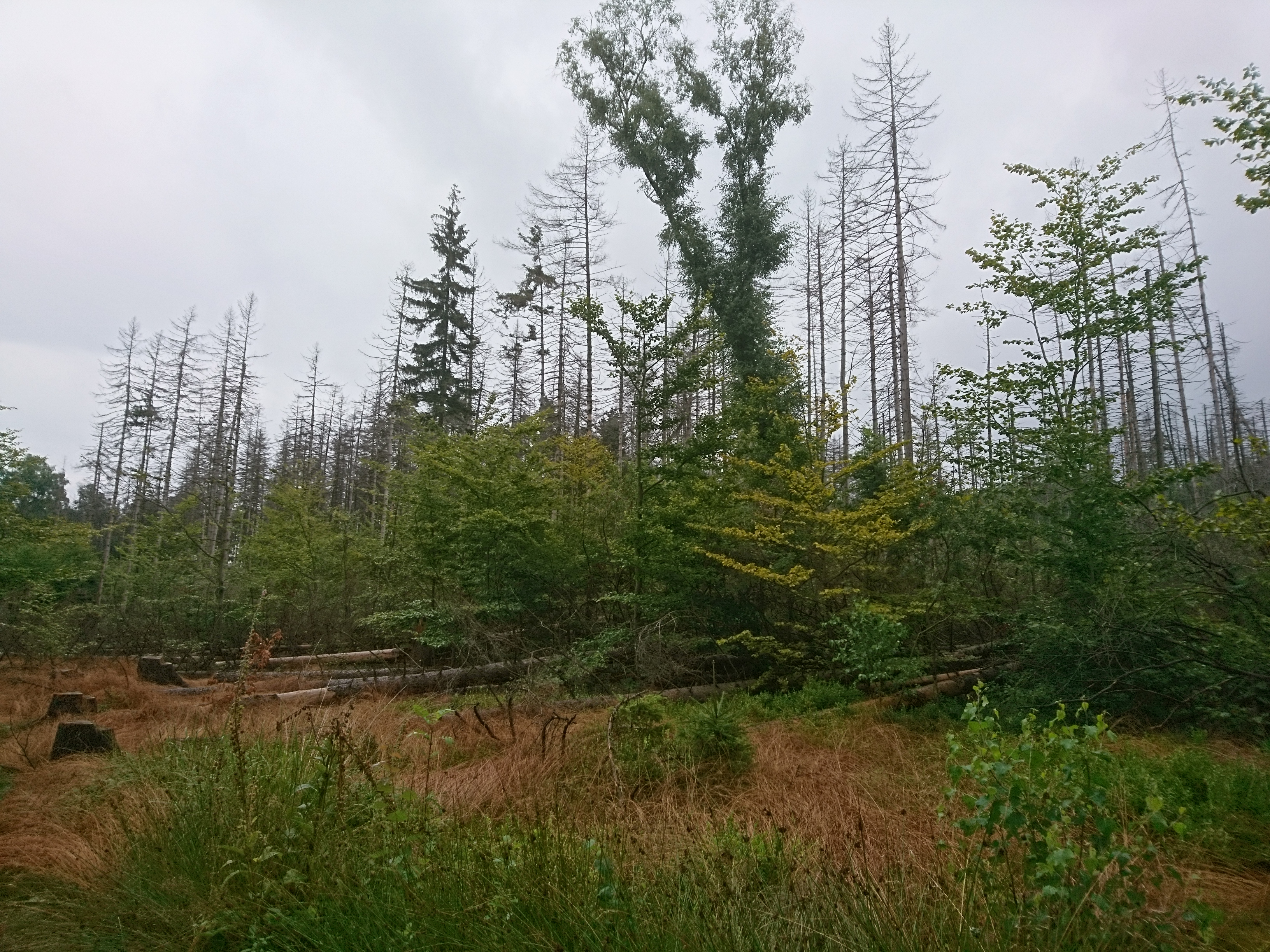
Döda granar i nationalparken 2020 till följd av barkborre.

En utvärdering som slutfördes i april 2012, som en del av den övergripande utvärderingen av de tyska nationalparkerna, kom till en kritisk slutsats med avseende på överensstämmelse mellan kvalitetskriterier och standarder för tyska nationalparker i Nationalpark Sächsische Schweiz.